# Halteres

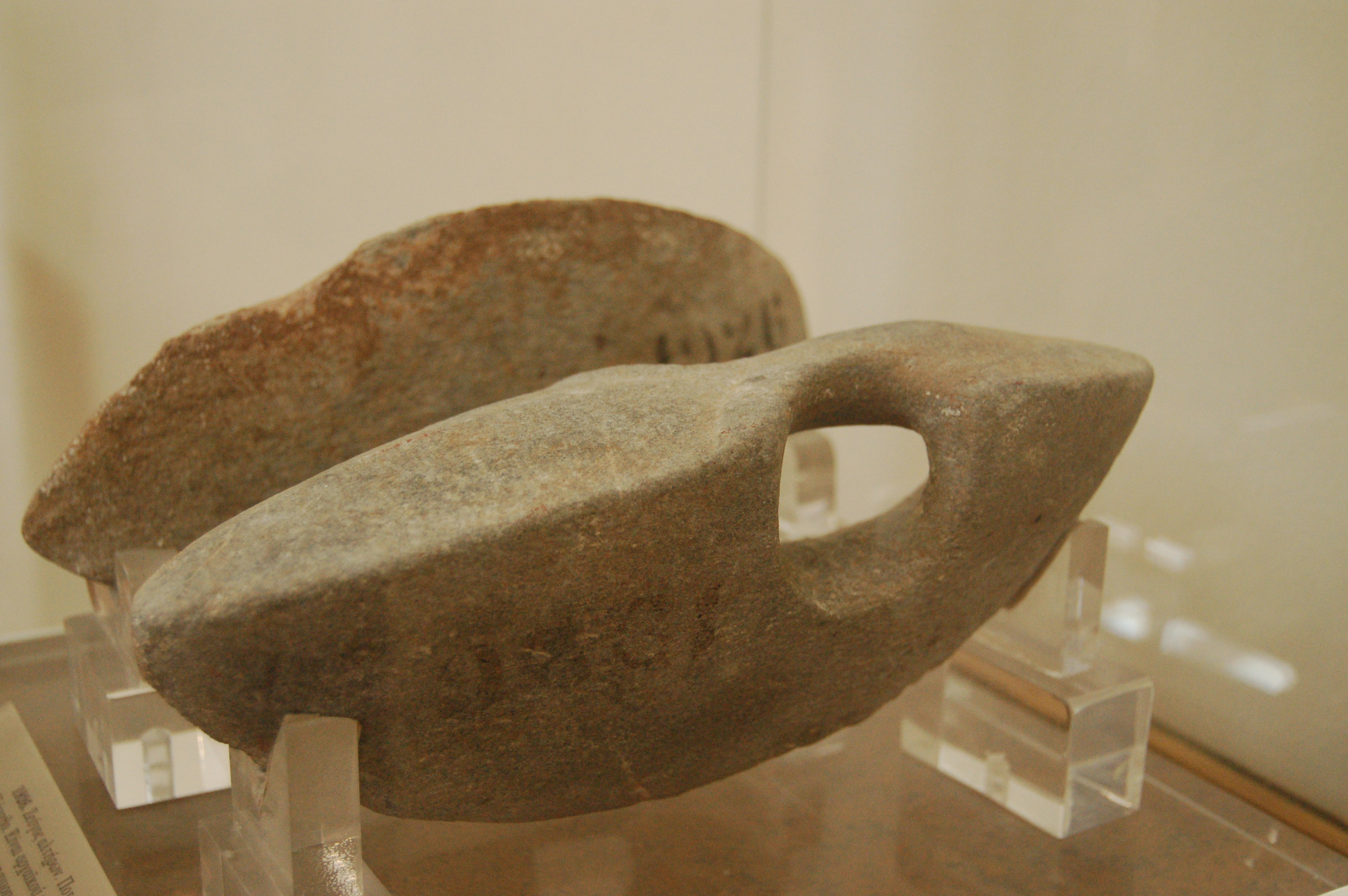
Degli halteres provenienti dall'Antica Grecia, conservati al museo archeologico nazionale di Atene

Gli Halteres (IPA: /hælˈtɪəriːz/; greco: ἁλτῆρες, da "ἅλλομαι" - hàllomai, saltare) erano un tipo di manubri usati nell'Antica Grecia. Negli sport venivano usati come manubri e nella loro versione del salto in lungo, composto probabilmente da tre tentativi, dove venivano impugnati in entrambe le mani e consentivano di coprire una maggiore distanza durante il salto all'atleta.

## Galleria d'immagini

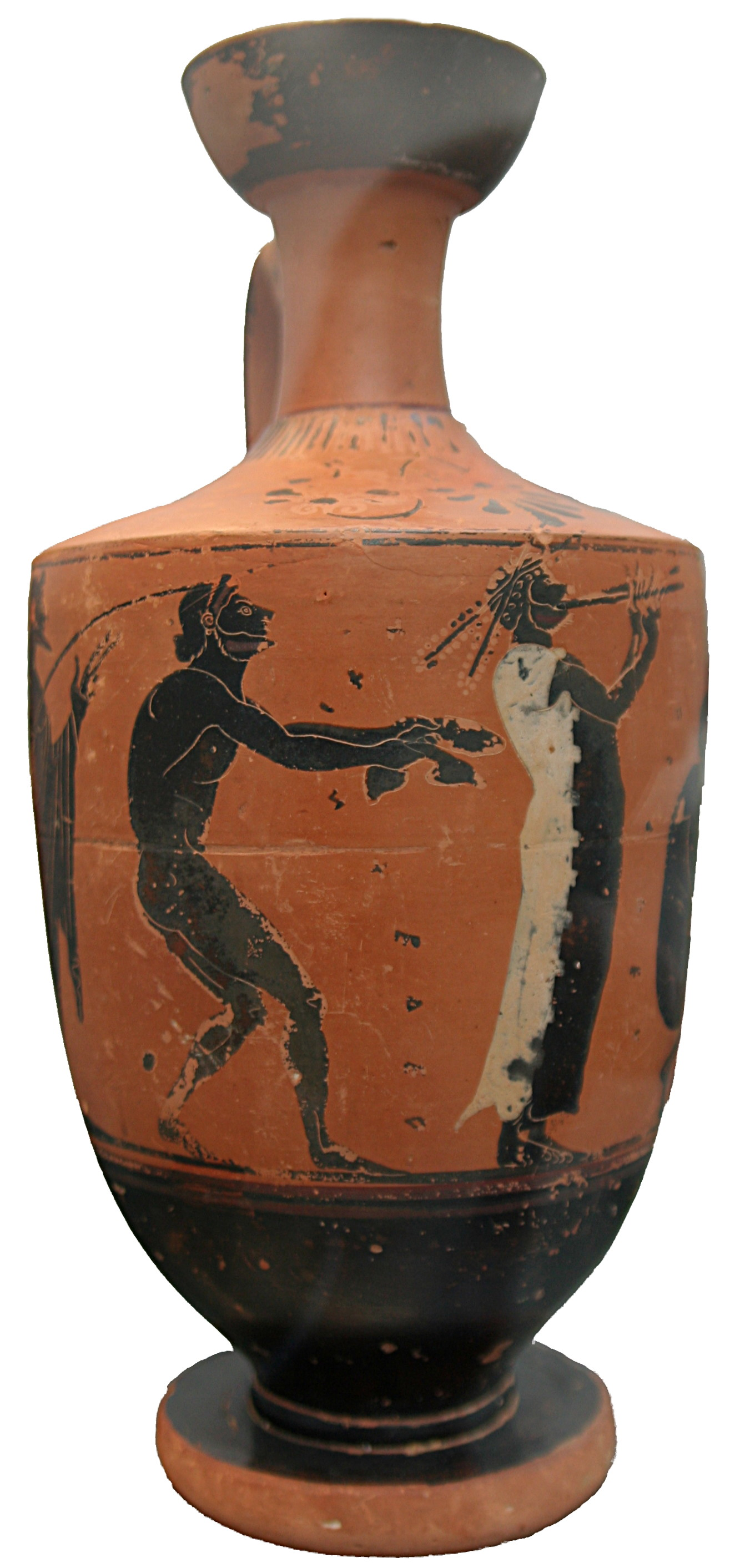
Atleta che impugna degli halteres, ceramica a figure nere su un lekythos. Proveniente dalla Sicilia e datato 525-500 a.C., conservato al Staatliche Antikensammlungen di Monaco di Baviera
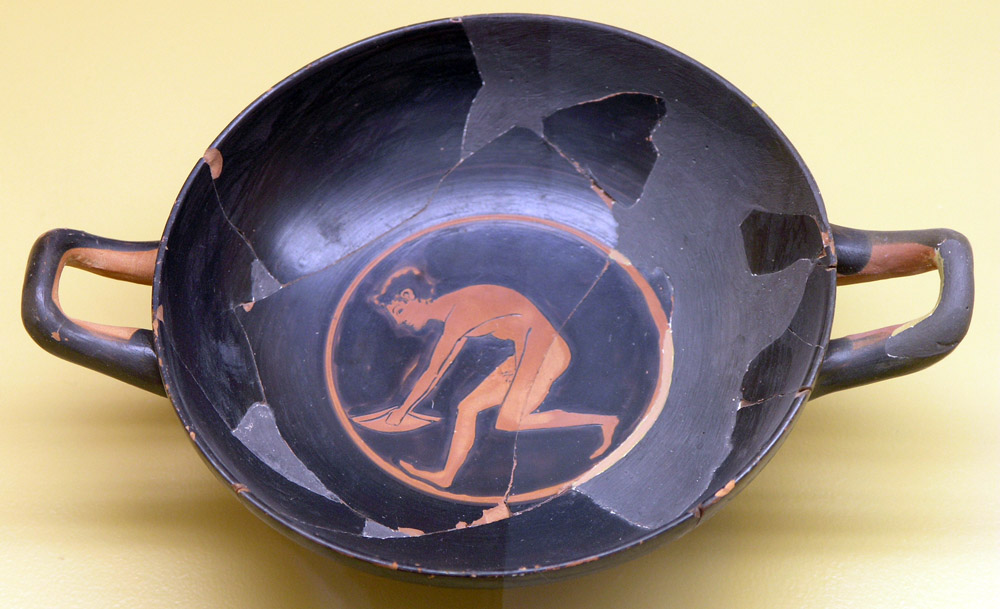
Atleta di salto in lungo che impugna gli halteres, ceramica a figure rosse su un kylix, 510 a.C circa. Conservato al Museo dell'agorà di Atene